# Cotorreta versicolor
La cotorreta versicolor (Brotogeris versicolurus) és una espècie d'ocell de la família dels psitàcids que habita en boscos, sabanes i matolls del sud-est de Colòmbia, est de l'Equador, Guaiana Francesa, est del Perú, Brasil amazònic i est del Paraguai.